# RTHK

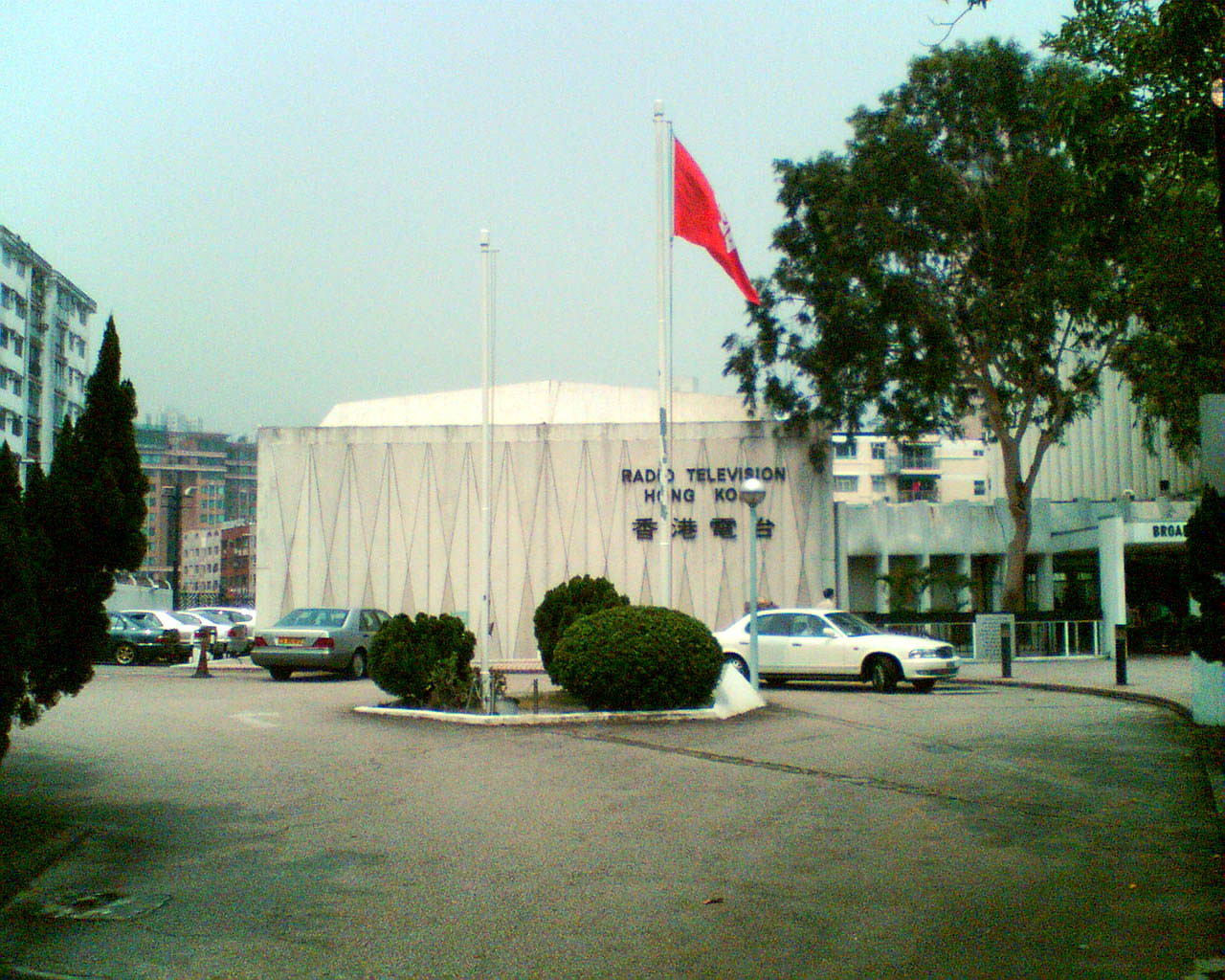
De radiostudio van RTHK

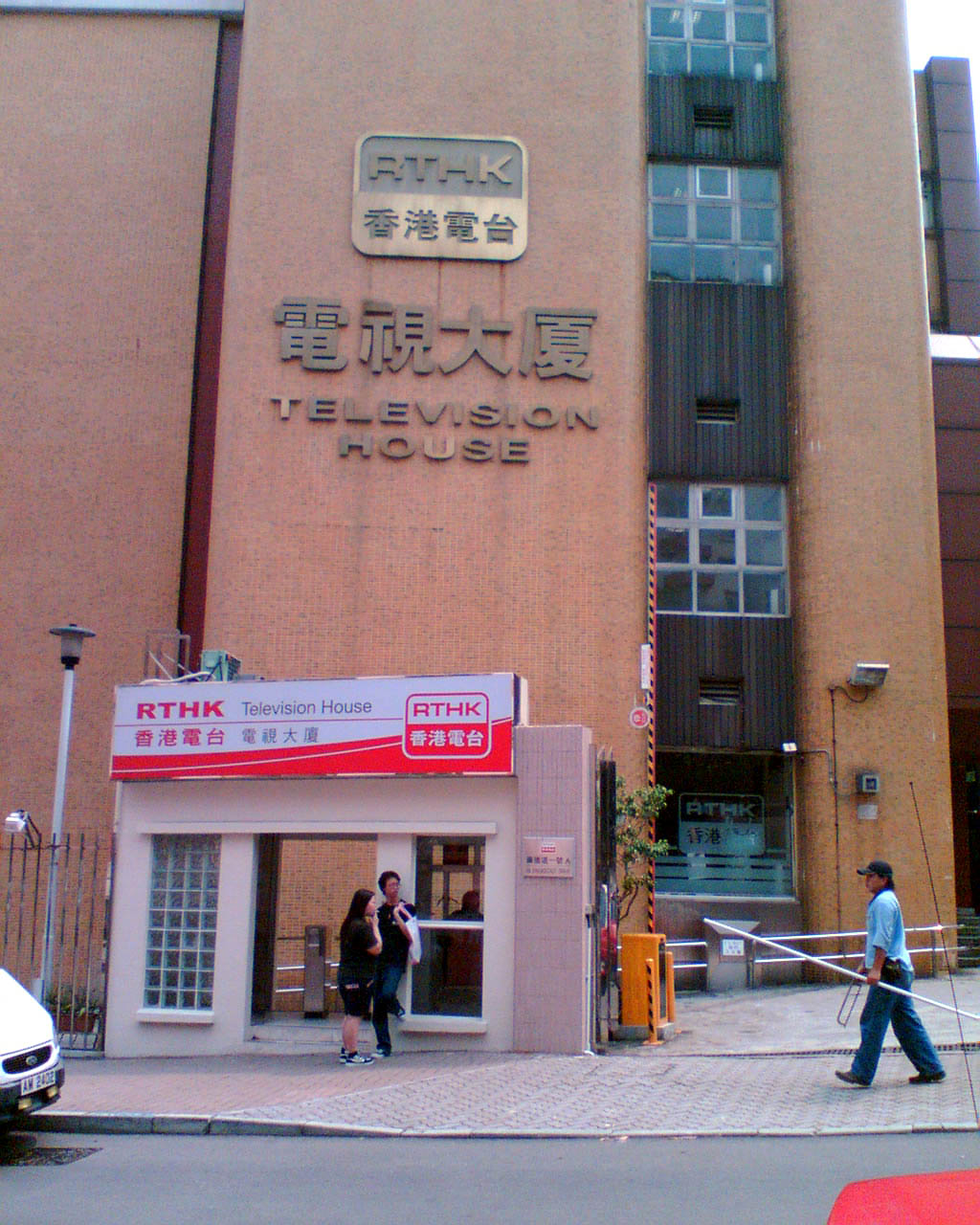
De televisiestudio van RTHK

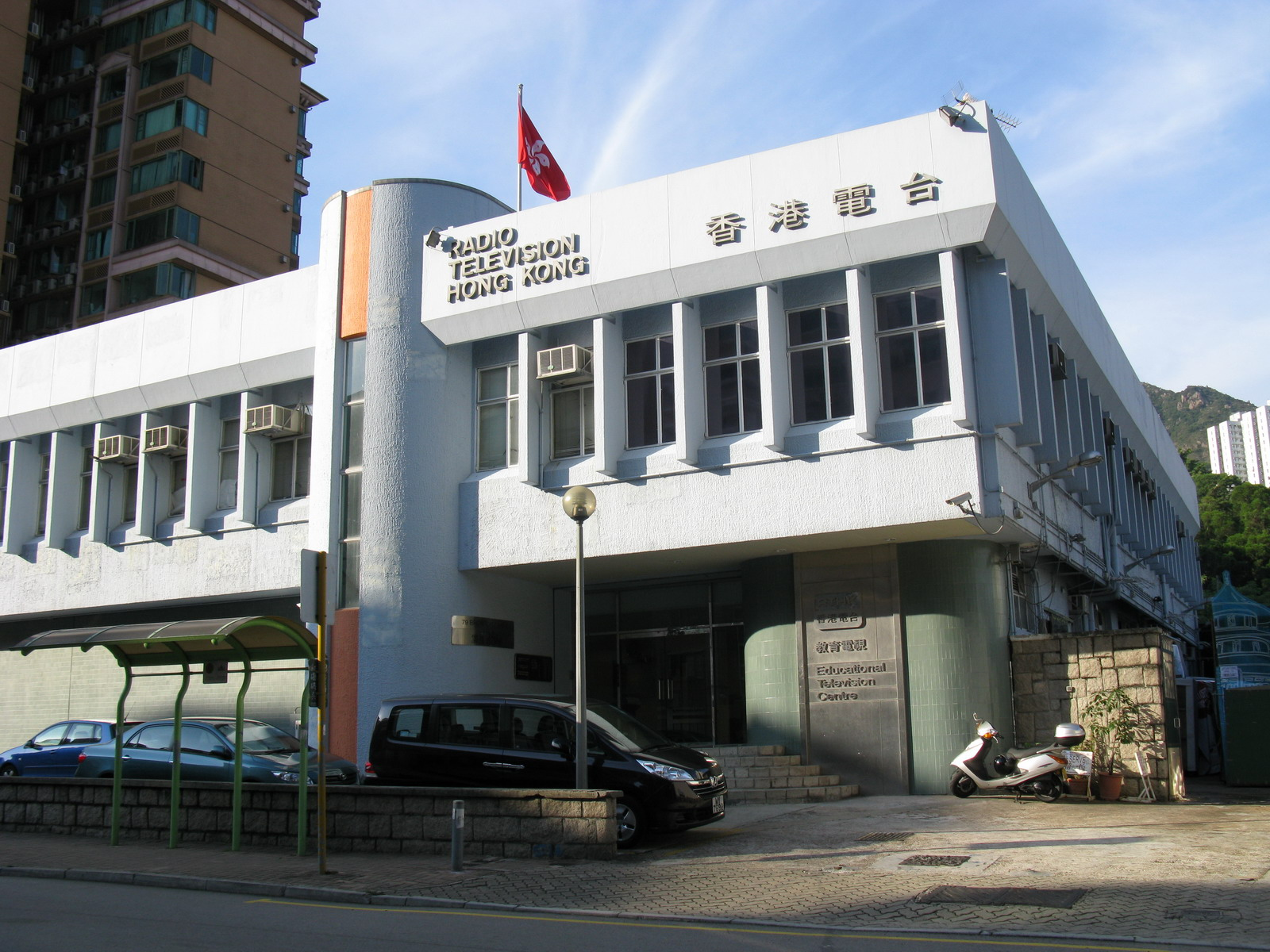
De ETV-televisiestudio

Radio Television Hong Kong of RTHK is een Hongkongse publieke omroepstichting die door de Speciale Bestuurlijke Regio Hongkong wordt gesubsidieerd. RTHK beheert zeven radiozenders (in Standaardmandarijn, Standaardkantonees en Engels) en maakt verschillende Standaardkantonese televisieprogramma's die uitgezonden woorden door de Hongkongse commerciële televisiemaatschappijen: Cable TV, TVB en HKATV. Hoewel RTHK financieel gesteund wordt door de staat, is het geen uitroeper van de idealen van de staat. Sommige televisieprogramma's zoals Si Si Cheui Kik staan soms negatief tegen de Chief Executive of Hong Kong zoals tijdens het mandaat van Donald Tsang. Ook schreeuwt dit televisieprogramma vaak om meer democratie in Hongkong. Chief Executive Tung Chee-hwa kwam in 2000 nogal negatief in het nieuws, toen hij zei dat RTHK gecensureerd moest worden en dat de omroep staatsbelangen moest oproepen. 

## Geschiedenis
In 1928 zonden de Britten de eerste radio-uitzending uit voor RTHK en in 1934 werden de eerste nieuwsberichten uitgezonden. In datzelfde jaar begon men met radioprogramma's in het Standaardkantonees en Standaardmandarijn.
In 1970 begon men met het uitzenden van televisieprogramma's op Hongkongse commerciële televisiezenders. RTHK heeft tot nu toe nog steeds geen eigen televisiezender.
De huidige naam van RTHK is in 1976 ontstaan. In datzelfde jaar begon men ook met ETV-programma's.
De website van RTHK bevat sinds 1994 online gezette televisie- en radioprogramma's.

## RTHK Radiozenders
- RTHK Radio 1
- RTHK Radio 2
- RTHK Radio 3
- RTHK Radio 4
- RTHK Radio 5
- RTHK Radio 6
- RTHK Radio Putonghua

## RTHK Televisieprogramma's
- A Week in Politics
- Hong Kong Connection/鏗鏘集
- Media Watch
- Police Report
- Below the Lion Rock
- San kwôong taj yat sien/晨光第一線
- Yauw moow kaauw tsôh/有冇搞錯
- Heung kwôong kaa suu/香港家書
- Kong man seh woei/公民社會
- Hooi sam yat poow/開心日報
- Ching ling yat tiem/精靈一點
- Kôong tong kôong saj/講東講西
- Loow t'oow ching chuun/老土正傳
- Chong waa mm tsien nien/中華五千年
- San chauw mm tsien nien/神州五十年

## ETV-televisieprogramma's
- Road Back
- Anti-Drug Special
- Sex Education
- Doctor and You